# Прощание с Парижем
«Прощание с Парижем» — кинофильм.

## Сюжет
Микки Гордон, баскетбольный судья, отправляется во Францию, чтобы похоронить своего отца. Эллен Эндрюс — американка, живущая в Париже, работает в авиакомпании, на самолёте которой летит Гордон. Они встречаются и влюбляются, но их отношения проходят через многочисленные трудности и испытания. История рассказывается через воспоминания их друзей, сидящих в зале ожидания.